# サキガケ⇒ジェネレーション!
『サキガケ⇒ジェネレーション!』は、クロシェットより2014年5月30日に発売された18禁恋愛アドベンチャーゲーム。萌えゲーアワード2014金賞・エロス系作品賞PINK受賞。
ゲーム好きな主人公やヒロイン達が、現実世界と体感ゲームの世界を行き来する冒険学園ラブコメディーである。

## ストーリー
（出典：）
ゲーム好きな海棠秀穂は、通っている初土（うぶつち）学園でエンターテインメント研究会を設立し、妹や親友たちとゲームを楽しんでいた。そんなある日、学園へ転入してきた杏音が持ち込んだ試作品のゲーム『Wizard Generation』をテストプレイし、超リアルな体感にはまってしまうが、一方で現実世界では様々な問題が発生していく。

## 登場人物
（出典：）

### 主人公
海棠 秀穂（かいどう しゅうほ）
本作の主人公。初土学園2年。頭の回転は速いがカッコ良さを重視する。ゲームをこよなく愛し、趣味を同じくする生徒たちとエンターテインメント研究会を設立した。オンラインゲームでは平均的に育てて、装備もペナルティが起こらない物を選ぶ慎重派である。バイク（オートバイ）を所有している。
『Wizard Generation』内でのスクリーンネームは「Begonia」で、クラスは「Knight」（騎士）。

### ヒロイン
雪之宮 杏音（ゆきのみや あのん）
声：平内あや
2月3日生まれ 水瓶座O型 T158 B93/W58/H91
学園2年。所沢市（埼玉県）出身だが、見栄を張って「東京の方」から来たとごまかしていた（本人曰く「隣の駅は東京都（東村山駅だから」）。秀穂のクラスに転入した少女。一見優等生だが実態は重度のゲーマー。姉からの命を受け、コンピュータゲーム『Wizard Generation』をエンターテインメント研究会に持ち込み、テストプレーに誘った。魔法使いだが、本人自体の意欲が薄いのもあって使える魔法は少ない。
ゲーム内でのスクリーンネームは「Anonym」で、クラスは「Paladin」（聖戦士）。武器や魔法を行使し、和をモチーフとした衣装が特徴。しかし見た目を重視して、高い能力値が必要な「太刀」を装備してしまったため、ゲーム序盤から苦戦する羽目になった。
星咲 桜花（ほしざき おうか）
声：星咲イリア
4月7日生まれ 牡羊座A型 T160 B96/W59/H93
学園2年。秀穂のクラスの委員長で生真面目な性格。元々は東京都杉並区荻窪で生まれ育ったが、「家庭の事情」で一年前に初土に来た。当初は転入生の杏音を警戒していたが、いつの間にか仲良くなってしまった。杏音の導きで『Wizard Generation』をプレイすることになり、その楽しさの虜になってしまう。秀穂と同じく高レベルの魔力を持っている。
ゲーム内でのスクリーンネームは「Cerasus」で、クラスは「Esper」（超能力者）。魔法使い系とも聖職者系とも異なる系統のキャラクター。
敷島 なつめ（しきしま なつめ）
声：夏野こおり
1月7日生まれ 山羊座AB型 T157 B90/W58/H89
学園3年。秀穂と璃々子の年上の幼なじみ。2人の保護者を自認するも失敗が多く、2人の方が生活能力を上回っていると周囲に思われている。ネットでは伝説になるくらいのゲーマーでもある。大学教授の父親に時々勉強を教わっているため、成績は優秀。
ゲーム内でのスクリーンネームは「YamatoHime」で、クラスは「Hunter」（狩人）。弓矢による攻撃のほか、探索や罠設置などにも長けている。
紅藤 友梨亜（べにふじ ゆりあ）
声：遥そら
10月13日生まれ 天秤座A型 T145 B78/W54/H80
学園1年。紅藤瑠偉の娘。フランス人の両親の元に生まれたが、両親が日本に帰化しているため、生まれも育ちも日本で日本語も長けている。実は一家そろって本物の魔法使いで、『Wizard Generation』が魔法によるものだと睨んでいる。また、魔法使いではないが高い潜在魔力を持つ璃々子の儀式にも警戒している。
ゲーム内でのスクリーンネームは「JuliaDR」で、クラスは「Magician」（魔法使い）。現実世界と違いレベルアップしないと魔法を使えない状況にいらだちつつも、魔法を覚えていくにつれて楽しさを見出していった。ゲーム内の姿は猫耳フードをかぶった少女。
海棠 璃々子（かいどう りりこ）
声：秋野花
2月27日生まれ 魚座B型 T147 B85/W56/H87
学園1年。秀穂の妹で、友梨亜の親友。中二病のケがあり、怪しげな儀式をしている。家でも学園でも兄と一緒で、同様にゲーム好きなためエンターテインメント研究会の創設にも参加した。本人は気付いていないが高い魔力を持っており、夜中にアストラル体（一種の幽体離脱状態）となって街を徘徊していたりする。
リリスと自称しているだけあって、ゲーム内でのスクリーンネームは「Lilith」。クラスは「Bishop」（司教）だが、聖職者らしくなく、帽子に大きな目玉が一つついた魔女のような服装をしている。また、ゲーム内では自作の呪文を唱えることも多い。

### サブキャラクター
綿貫 敦盛（わたぬき あつもり）
声：いちごみるく
学園2年。秀穂たちのクラスメイトで、筋肉バカ。女性が苦手で、場合によっては真っ青になって昏倒してしまうほど。
ゲーム内でのスクリーンネームは「WataAtsu」で、クラスは「Fighter」（戦士）。必要能力値が高い「グレートアックス」を武器に選んでしまい、杏音と同様に序盤で苦戦することになった。
水上 桐葉（みなかみ きりは）
声：ヒマリ
学園3年。なつめの親友。敦盛の従姉。ネットカフェのオーナーの娘で、時折家業を手伝っているため、なつめがゲーマーであることを知っている。
雪之宮 菖蒲（ゆきのみや あやめ）
声：桜川未央
杏音の姉。杏音に『Wizard Generation』のテストプレイを指示した。『Wizard Generation』の開発に携わり、サブマスターでもある。
ナビ子（ナビこ）
声：まきいづみ
『Wizard Generation』内に登場するシステムサポートキャラクター。「超最新型人工無能AI」と自称している。
紅藤 瑠偉（べにふじ るい）
声：邪封林
友梨亜の父親で、秀穂たちのクラス担任の教師。担当教科は英語。初土学園の理事長でもある。友梨亜と同様、本物の魔法使い。普段は温厚な性格だが、時々芸人風にキレた発言をする。口癖は「かかってこいやこらぁッ!!」。
J.D.（じぇい でぃー）
声：永倉仁八
見た目はチンピラ同然のサングラスをかけた青年。基本的にエロ発言が多いため、よく菖蒲に折檻されている。『Wizard Generation』のマスターで、菖蒲と共にゲームの監視を行っている。世界中で魔力に目覚める人間が増えることを狙い、遊びながら魔力について学べる『Wizard Generation』を開発した。
海棠 寿々子（かいどう すずこ）
声：篠原ゆみ
秀穂と璃々子の母親。まだ秀穂たちが幼かった頃に夫を病気で亡くし、以来女手一つで2人を育てている。通勤にはマイカーを使用している模様。
敷島 真弓（しきしま まゆみ）
声：かわせあゆむ
なつめの母親。
星咲 優花（ほしざき ゆうか）
声：御苑生メイ
桜花の母親。
藤浪 静花（ふじなみ せいか）
声：樹ひなの
桜花の母方の祖母。杏音が下宿する学生寮の管理人を務めている。
志筑 万里（しづき ばんり）
声：町田あみ
秀穂たちのクラスメート。
小宮山 千尋（こみやま ちひろ）
声：立花あおい
秀穂たちのクラスメート。志筑万里と合わせて「小志千万（しょうしせんばん）」と杏音に自己紹介している。
水上 丈一（みなかみ じょういち）
声：歪図煌奴
桐葉の父親で、コンビニ兼ネットカフェ「ミナハマイレブン」のオーナー。
敷島 柊二（しきしま とうじ）
声：静陵聖
なつめの父親。大学教授。ゲームやマンガが子供に悪影響を与えると信じており、そのためなつめはゲームを好きなことが父親にバレないように秀穂たちにも隠している。
木根 悟
声：スヲウケイ
秀穂たちのクラスメート。

## 用語
（出典：）
初土学園
秀穂たちの通う学園で、初土美那浜町の北東に位置する。生徒数の減少により休校状態だったが、数年前に紅藤瑠偉が理事長に就任し再開校した。
初土美那浜町
秀穂たちが暮らす町。略称は「美那浜町」で、名前の由来は湖の「南の浜」。風光明媚な田舎町で、かつては観光で栄えていたが現在は寂れてしまっている。
初土湖
初土美那浜町の北に位置する湖。周囲にはペンションや別荘があるが不景気で寂れている。かつてナウマン象の化石が採掘されたことで有名。モデルは野尻湖。
Wizard Generation
杏音が持ち込んだ試作段階の超リアル体感ゲーム。オーソドックスな剣と魔法のファンタジーな世界観を持つアクションRPG。プレイヤーはゲーム内では「スクリーンネーム」（別名）を使う。キャラクター設定は基本職（6クラス）と複合クラスがあり、スキルや呪文も多数用意されている。

## 制作
作品企画は、ブランド前々作『カミカゼ☆エクスプローラー!』（2011年5月発売）の制作が終わった後から開始された。原画・キャラクターデザインを担当した御敷仁は、他のスタッフがブランド前作『プリズム◇リコレクション!』を制作している間も本作品のデザイン作業を行っていた。これまで御敷自身はネットゲームをプレイしたことが無かったため、作中でネットゲーム『Wizard Generation』が展開する本作品は初めてのチャレンジが多く、世界観をまとめるのに苦労した。企画・シナリオ担当の姫ノ木あくも、特殊な世界観を御敷に理解してもらおうと早めにプロットやシナリオを用意したが、ファンタジーゲーム世界に染まっていない御敷から、これまでのファンタジーにはあまり無かった衣装デザインが上がってきたため、嬉しかったという。なお『Wizard Generation』の世界観は、姫ノ木が以前作ったオリジナルTRPGから持ってきている。

## スタッフ
（出典:）
- 原画・キャラクターデザイン：御敷仁
- シナリオ：姫ノ木あく、保住圭、森崎亮人

## 主題歌
オープニングテーマ「MEMORIA」
作詞：AiRI / 作・編曲：宮崎京一 / 歌：AiRI
エンディングテーマ「きみとふたりで」
作詞：AiRI / 作・編曲：宮崎京一 / 歌：AiRI
エンディングテーマ「Cherish」
作詞：千歳サラ / 作・編曲：宮崎京一 / 歌：千歳サラ

## 関連商品
『サキガケ⇒ジェネレーション! オリジナルサウンドトラック』
2015年3月27日発売。

## 反響
璃々子を演じた秋野花は、本作への出演により、妹役のオファーが増えたと2024年の「BugBug」とのインタビューの中で振り返っている。